# لاش هوگو گوستافسون
لاش هوگو گوستافسون (سوئدی: Lars H. Gustafsson؛ زادهٔ ۱۰ مهٔ ۱۹۴۲) با نام کامل لاش هوگو الیاس لیندکویست گوستافسون، که به نام لاش هوگو گوستافسون شناخته می‌شود، متولد اوپسالا، پزشک متخصص اطفال، نویسنده و مفسر اجتماعی اهل سوئد است.

## حرفه
لاش هوگو گوستافسون بیشترین کار حرفه‌ای خود را به عنوان پزشک متخصص اطفال، ابتدا در بیمارستان دانشگاه اوپسالا، و از اوایل دهه ۱۹۸۰ در بهداری و خدمات بهداشتی کودکان، سپری کرده‌است. گوستافسون بعدها به شهر لیکسله نقل مکان کرد، در آن جا او مسئول مرکز خدمات بهداشتی کودکان در جنوب لاپلند بود. او در سال ۱۹۹۸ در اورن شولدزویک پزشک مدرسه شد. گوستافسون در سال ۲۰۰۴، به لوند رفت و به‌طور حرفه‌ای سه سال را به عنوان پزشک مدرسه ای در ناحیه روسِنگُرد در شهر مالمو کارکرد.
گوستافسون پدر هشت فرزند است و مقالات زیادی را دربارهٔ کودکان شامل حقوق و آموزش کودکان منتشر کرده‌است. او در برنامه تابستانی رادیو سراسری کانال ۱ سوئد در ۲۷ ژوئیه ۱۹۹۰ مهمان بود. گوستافسون در آن برنامه در مورد تجربه شخصی خود دربارهٔ پدر، مادر و دکتر صحبت کرد.

## سایر فعالیت‌ها
گوستافسون در سازمان «نجات کودکان» سابقه‌ای طولانی دارد. او در سال ۱۹۷۲ به سمت هیئت مدیره اتحادیه سراسری سازمان نجات کودکان انتخاب شد و از۱۹۸۲ تا ۱۹۸۶به عنوان عضو فعال هیئت مدیره آن کار کرد. او همچنان نماینده سازمان «نجات کودکان» در مذاکرات مربوط به پیمان‌نامه حقوق کودک در ژنو بوده‌است.
در پایان دهه ۱۹۹۰، رئیس انجمن اتحادیه سراسری خانه و مدرسه برای یک دوره چهارساله بود. گوستافسون همچنین عضو کمیته یونیسف و انجمن پزشکان مدارس سوئد بوده‌است.
گوستافسون همچنین پس از فاجعه استونی از طرف دولت به عنوان عضو شورای اخلاقی منصوب شد. او همچنین به عنوان یک متخصص در تحقیقات دولتی برای حمایت از والدین و برای سلامت دانش آموزان، اشتغال داشته‌است.
گوستافسون به‌مدت ۱۰ سال به عنوان عضو هیئت منصفه جایزه ادبیات در یادبود آسترید لیند گرن، بزرگ‌ترین جایزه کتاب کودکان دنیا بوده‌است.
گوستافسون همچنین عضو شورای کارشناسی بازرس اطفال (۲۰۱۶) است.
در سال ۲۰۰۸ او دکترای افتخاری خو را از دانشگاه مالمو دریافت کرد.

## خانواده
لاش هوگو گوستافسون پسر استاد اینگو گوستافسون استاد فناوری فرهنگی در دانشگاه صنعتی سوئد و دانشگاه یرترود است، او متولد بریک است. نام مادرش یرترود است. لاش گوستافسون برادر بزرگتر بنگت گوستافسون اخترشناس است.